# Bửu Long
Bửu Long is een phường van Biên Hòa, de hoofdstad van de provincie Đồng Nai.